# Dracula gigas
Dracula gigas es una especie de orquídea epifita. Esta especie se distribuye en Colombia y Ecuador.

## Descripción
Es una orquídea de tamaño mediano, con hábito de epifita y con ramicaules robustos envueltos basalmente por 2-3 fundas sueltas, tubulares que llevan una sola hoja, apical, erecta, delgadamente coriácea, carinada, estrechamente elíptica, aguda, estrechándose poco a poco por debajo en la base conduplicada, y peciolada. Florece en primavera, verano y otoño en una inflorescencia púrpura, robusta, erguida y a veces horizontal de 60 cm  de largo, con sucesivamente pocas flores, la inflorescencia de forma racemosa surge de la parte baja en el ramicaule con brácteas florales tubulares y produce grandes flores simples.

## Distribución y hábitat
Se encuentra en el Valle del Cauca en Colombia y Ecuador en los bosques nubosos vírgenes a elevaciones de 1700 a 2600 metros.   

## Taxonomía
Dracula gigas fue descrita por (Luer & Andreetta) Luer y publicado en Selbyana 2(2,3): 195. 1978.
Etimología
Dracula: nombre genérico que deriva del latín y significa: "pequeño dragón", haciendo referencia al extraño aspecto que presenta con dos largas espuelas que salen de los sépalos.
gigas; epíteto latíno que significa "gigante".
Sinonimia
- Masdevallia gigas Luer & Andreetta	[5][6]